# Friesland: Der Blaue Jan
Der Blaue Jan ist ein deutscher Fernsehfilm von Marc Rensing aus dem Jahr 2018. Es handelt sich um die sechste Folge der Fernsehreihe Friesland.

## Handlung
In Leer existiert der alte Brauch der blauen Jans, bei dem vier als teuflische Vögel verkleidete Männer mit Harpunen durch die Straßen ziehen und vorwiegend Frauen erschrecken. Entschiedene Gegnerin dieses frauenfeindlichen Brauchs ist die Frauenbeauftragte Gesa Dieken. Als sie durch eine Harpune getötet aufgefunden wird, fällt der Verdacht auf die blauen Jans, zu denen auch Özlügüls neuer Polizei-Partner Henk Cassens gehört. Um Cassens zu entlasten, ermitteln die beiden Polizisten auf eigene Faust neben ihrem Vorgesetzten, Kommissar Jan Brockhorst. Auch die selbsternannte Forensikerin Insa Scherzinger sichert sich am Tatort erste Spuren, was Brockhorst nicht verborgen bleibt. Anhand einer Altersbestimmung der Federn an den Kostümen steht fest, dass noch ein fünfter Blauer Jan unterwegs gewesen sein muss.
Im Laufe der Ermittlungen ergeben sich Verdachtsmomente gegen Weert Dieken, den Ehemann des Opfers, der es strikt von sich weist, seine Frau umgebracht zu haben. Gesa Dieken besaß ein Grundstück, das mittlerweile als Bauland ein kleines Vermögen wert ist, das Weert Dieken nun erbt. Am Tattag war er im Rathaus, allerdings nicht zum Tatzeitpunkt. Ehe Özlügül und Cassens konkrete Beweise gegen Dieken finden können, wird er in seinem Haus umgebracht. Da auch hier eine Harpune benutzt wurde, wird vom selben Täter ausgegangen. 
Cassens vermutet, dass der mögliche Grundstücksverkauf das Motiv für die Morde liefert. Bei der Recherche in diese Richtung kommt zu Tage, dass vor einiger Zeit von einem Investor diverse Grundstücke aufgekauft wurden, die nun zu Bauland wurden. Diese Spur führt zu Stadtkämmerer Detlef Ackermann, der über einen Strohmann die Grundstücke kaufen ließ. Zudem wusste er, dass zu Werbezwecken ein neues Blauer-Jan-Kostüm angefertigt und im Rathaus verwahrt wurde. Doch er hat für die Tatzeit ein Alibi und bleibt somit auf freiem Fuß. Özlügül will diese Entscheidung nicht so einfach hinnehmen und spioniert Ackermann heimlich nach. Sie findet das fünfte Kostüm in seinem Schuppen, ohne zu ahnen, dass der wahre Täter es hier nur platziert hatte, um die Ermittler auf eine falsche Spur zu lenken. Özlügül wird niedergeschlagen und eingesperrt. Als sie am nächsten Tag nicht zum Dienst erscheint, macht sich ihr Kollege auf die Suche nach ihr. Anhand der letzten Handy-Ortung gelangt Cassens zu Ackermanns Anwesen, kann aber Özlügül nicht finden.
Inzwischen verdichten sich Hinweise auf den Fischer Piet Grieffenhagen, der bisher in keinem Zusammenhang zu den Morden stand. Weert Dieken hatte vor einem Jahr fahrlässig einen Unfall verursacht, bei dem Grieffenhagens Bruder ums Leben kam. Piet Grieffenhagen hatte für die Werbeaufnahmen das neue Kostüm des Blauen Jan getragen und wusste somit davon. Cassens stellt ihn zur Rede und erfährt von ihm, dass Gesa Dieken ihn und seine Ansprüche mit „lächerlichen zehntausend Euro abspeisen wollte“. Erst jetzt bemerkt Cassens, wie traumatisiert Grieffenhagen vom Tod seines Bruders noch immer ist. Da Cassens Piet Grieffenhagen seit seiner Kindheit kennt, bringt er es nicht fertig, auf ihn zu schießen. Während Cassens nach seiner Kollegin sucht, fährt Grieffenhagen mit der gefesselten Özlügül in einem Boot aufs Meer, wo er sich mit ihrer Waffe das Leben nimmt.

## Hintergrund
Süher Özlügüls Kollege Jens Jensen (Florian Lukas) wird ab dieser Folge durch Henk Cassens (Maxim Mehmet) ersetzt, da Jensen auf eigenen Wunsch zu einer anderen Dienststelle gewechselt war.
Der Blaue Jan diente als Verkörperung des Teufels und Verkleidung der Seeleute in alten Zeiten dazu, die Frauen nach der langen Abwesenheit ihrer Männer wieder an die Kandare zu nehmen.

## Rezeption

### Einschaltquoten
Die Erstausstrahlung am 13. Januar 2018 erreichte 6,91 Millionen Zuschauer, was einem Marktanteil von 21,1 % entspricht. Von den 14- bis 49-jährigen Zuschauern schalteten 1,18 Millionen ein, was einen Marktanteil von 11,8 % entspricht.
Nach dem Ausfall der Quotenerfassung bei der GFK wurde die Quote lt. DWDL nachträglich auf 7,08 Mio. Zuschauer korrigiert.

### Kritiken
Harald Keller schrieb bei tittelbach.tv: „Der Krimiplot […] folgt bewährten, in letzter Zeit beinahe ein wenig überstrapazierten Mustern. Die Aneignung des für die Reihe […] typischen Humors und der Marotten der Stammfiguren erscheint etwas weniger gelungen, könnte allerdings auch Zeichen einer Weiterentwicklung der Charaktere sein.“
Ulrich Feld bemerkte in seiner Kritik in der Frankfurter Neuen Presse, dass die Autoren sich „einen fein verästelten Plot [haben] einfallen lassen, der mit unerwarteten Wendungen, knackigen Dialogen und am Ende auch mit einer gut bemessenen Dosis Tragik spannend unterhält“. Die neu eingeführte Figur des Henk Cassens fand er im Vergleich zu seinem Vorgänger Jensen (Florian Lukas) etwas blass.
Julian Miller bei Quotenmeter.de wertete kritisch: „‚Friesland‘ gefällt normalerweise wegen seines unaufgeregten, humorigen, heimatlichen, dabei aber eben nicht anbiedernden oder verklärenden Duktus. Anders als zahlreiche ähnlich gelagerte Krimi-Reihen will man weder auf einer zweiten Ebene irgendetwas von gesellschaftlichem Belang erzählen noch dezidiert klischeehaften Lokalkolorit vorführen. Die neue Folge unterscheidet sich von diesen Merkmalen, vielleicht sogar eklatant. Sie hat ein Thema: Gleichstellung und Gleichberechtigung und das Spannungsfeld zwischen (überkommenen? sexistischen?) Traditionen und dem Anspruch einer modernen Gesellschaft, diese (sexistischen und überkommenen?) Rituale hinter sich zu lassen. Damit jedoch wird sie anfällig für ein Problem, an dem zahlreiche Regionalkrimis im deutschen Fernsehen reihenweise krachend scheitern: Oberflächlichkeit.“
Die Frankfurter Neue Presse meinte: „Die neue ‚Friesland‘-Episode hat mit einem schwierigen Umstand zu kämpfen, nämlich dem Verlust von Jens Jessen. Der milde und herzensgute [ehemalige] Ordnungshüter Jensen und seine strebsame Kollegin Süher Özlügül (Sophie Dal) ergänzten sich vortrefflich, wie überhaupt die ‚Friesland‘-Reihe durch ihre mit Witz angelegten Nebenfiguren Eindruck machte.“

## Running Gag
Als Running Gag ist in einer Hafen- oder Wasserszene jeder Folge, meist in einer Dialogpause, dasselbe kurze Delfingeräusch off camera im Hintergrund hörbar. In Der Blaue Jan erklingt es nach 54:04 Minuten.